# Enrico Chiesa
Enrico Chiesa (Genua, 29 december 1970) is een voormalig voetballer uit Italië die na zijn actieve loopbaan trainer werd. Hij kwam voornamelijk uit als centrumspits. Hij is de vader van voetballer Federico Chiesa.

## Clubcarrière
Chiesa debuteerde in de Serie A voor UC Sampdoria. Later speelde hij onder meer voor AC Parma, Lazio Roma en AC Fiorentina. Hij speelde ruim vierhonderd wedstrijden in de hoogste divisie van Italië, de Serie A.

## Interlandcarrière
Chiesa kwam 22 maal uit voor het nationale team van Italië en maakte daarin zeven treffers. Drie daarvan scoorde hij in een met 6-2 gewonnen wedstrijd tegen een wereldsterrenformatie. Onder leiding van bondscoach Arrigo Sacchi maakte hij zijn debuut op woensdag 29 mei 1996 in de vriendschappelijke thuiswedstrijd tegen België (2-2). Hij viel in dat duel na 45 minuten in voor Angelo Di Livio, en tekende in de 55ste minuut voor de gelijkmaker (2-2).
| Interlanddoelpunten | Interlanddoelpunten | Interlanddoelpunten | Interlanddoelpunten            | Interlanddoelpunten | Interlanddoelpunten | Interlanddoelpunten | Interlanddoelpunten |
| №                   | Datum               | Locatie             | Wedstrijd                      | Goal(s)             | Score               | Uitslag             | Competitie          |
| ------------------- | ------------------- | ------------------- | ------------------------------ | ------------------- | ------------------- | ------------------- | ------------------- |
| 1                   | 29.05.1996          | Cremona             | Italië – België                | 55'                 | 2 – 2               | 2 – 2               | Oefeninterland      |
| 2                   | 14.06.1996          | Liverpool           | Tsjechië – Italië              | 18'                 | 1 – 1               | 2 – 1               | EK-eindronde        |
| 3                   | 06.11.1996          | Sarajevo            | Bosnië en Herzegovina – Italië | 11'                 | 1 – 1               | 2 – 1               | Oefeninterland      |
| 4                   | 16.12.1998          | Rome                | Italië – FIFA All-Stars        | 57'                 | 4 – 2               | 6 – 2               | Oefeninterland      |
| 5                   | 16.12.1998          | Rome                | Italië – FIFA All-Stars        | 79'                 | 5 – 2               | 6 – 2               | Oefeninterland      |
| 6                   | 16.12.1998          | Rome                | Italië – FIFA All-Stars        | 87'                 | 6 – 2               | 6 – 2               | Oefeninterland      |
| 7                   | 05.05.1999          | Bologna             | Italië – Wales                 | 89'                 | 4 – 0               | 4 – 0               | EK-kwalificatie     |